# Werner Matthies
Werner Matthies (* 21. Juni 1910 in Brandenburg an der Havel; † 1. Februar 1991 in Berlin) war ein deutscher Politiker (SPD).
Werner Matthies besuchte eine Volksschule und anschließend die Textilfachschule in Berlin. Er machte eine kaufmännische Lehre als Textilkaufmann. Später besuchte er die Textilhochschule und arbeitete als Warenhausfachmann. 1940 wurde er von der Wehrmacht eingezogen und geriet in Kriegsgefangenschaft.
Nach dem Zweiten Weltkrieg kehrte Matthies 1946 zurück nach Berlin und arbeitete als selbständiger Handelsvertreter in der Textilbranche. 1950 machte er eine Ausbildung an der Sozialversicherungsfachschule. Ab 1953 arbeitete er bei der Gewerkschaft Öffentliche Dienste, Transport und Verkehr (ÖTV). Er war Mitglied der Bezirksverordnetenversammlung im Bezirk Wilmersdorf. Da Klaus Schütz zum Bundestagsabgeordneten gewählt wurde, rückte Matthies im November 1957 in das Abgeordnetenhaus von Berlin nach. Bei der Berliner Wahl 1958 wurde er erneut in das Parlament gewählt, schied aber im Oktober 1959 aus. Sein Nachrücker wurde daraufhin Karl Podach (1901–1983).